# Пол Скоулс
Пол Аарън Скоулс (на английски: Paul Aaron Scholes) е бивш английски футболист, от ирландски произход  роден на 16 ноември 1974 г. в Солфорд, Англия.
На 14 юни 2017 година е част от звездната селекция на Димитър Бербатов, по време на благотворителния мач срещу тим избран от Луиш Фиго в София.

## Кариера
Като дете тренира първо в отбора на Олдъм Атлетик, а на 14-годишна възраст преминава в академията на Манчестър Юнайтед.
Пол Скоулс подписва първия си професионален договор с Манчестър Юнайтед на 23 юли 1993 г., но прави своя дебют година по-късно – на 21 септември 1994 г., отбелязвайки двата гола за своя отбор за победата с 2 – 1 над Порт Вейл в турнира за Купата на лигата на Англия. Пол Скоулс е един от малкото играчи в съвременния футбол, които през цялата си кариера играят за един клуб. Той играе своя петнадесети сезон в Манчестър Юнайтед, като е един от четиримата играчи в историята на отбора, записали над 600 мача с червената фланелка.
Скоулс е част от националния отбор на Англия в периода 1997 – 2004, записвайки общо 66 мача и отбелязвайки 14 гола. Представя страната си на Световните първенства по футбол през 1998 г. във Франция и през 2002 г. в Япония и Южна Корея, както и на Европейските първенства по футбол през 2000 г. в Белгия и Холандия и през 2004 г. в Португалия. Слага край на професионалната си кариера на 36 г. (31 май 2011 г.), след загубен мач от Барселона на финала на Шампионската лига.
На 8 януари 2012 Скоулс се връща във футбола с екипа на Юнайтед и изиграва 1 сезон преди да се пенсионира през май 2013.

## Отличия

### Отборни
- Шампион на Англия (13 пъти): 1996, 1997, 1999, 2000, 2001, 2003, 2005, 2007, 2008, 2009, 2011, 2013
- Носител на Купата на Англия (6 пъти): 1994, 1996, 1999, 2004, 2006, 2011
- Носител на Купата на лигата на Англия (4 пъти): 2006, 2007, 2009, 2010
- Носител на Къмюнити шийлд (9 пъти): 1994, 1996, 1997, 2003, 2005, 2007, 2008, 2010, 2011
- Победител в турнира на Шампионската лига (2 пъти): 1999, 2008
- Носител на Междуконтиненталната купа (1 път): 1999,
- Световен клубен шампион (2 пъти): 2008, 2010

### Индивидуални
- Играч на месеца във Висшата лига: януари 2003, декември 2003, февруари 2004, ноември 2004, септември 2005, октомври 2006, януари 2007, март 2007, април 2007, декември 2008, август 2010, май 2011
- Част от отбора на сезона на Висшата лига: сезон 2002/2003, 2005/2006, 2007/2008, 2011/2012
- Играч номер едно на световно първенство – 2006
- Футболист номер едно на финал – Къмюнити шийлд (1 път), Шампионска лига (1 път)
- Играч на сезона във Висшата лига за сезон 2005/2006
- Номинации за златна топка (7 пъти)
- Най-добър играч на ФИФА
  - 2001 – 20 място
  - 2003 – 7 място
  - 2005 – 6 място
  - 2007 – 5 място
  - 2008 – 5 място
  - 2009 – 7 място
  - 2011 – 10 място
- Най-добър млад играч
  - Сезон 1993/1994, 1994/1995